# Kolumbia az 1976. évi nyári olimpiai játékokon
Kolumbia a kanadai Montréalban megrendezett 1976. évi nyári olimpiai játékok egyik részt vevő nemzete volt. Az országot az olimpián 7 sportágban 35 sportoló képviselte, akik érmet nem szereztek.

## Atlétika
Férfi
| Versenyző         | Versenyszám     | Előfutam      | Előfutam      | Előfutam      | Elődöntő | Elődöntő | Elődöntő | Döntő         | Döntő         |
| Versenyző         | Versenyszám     | Idő           | Hely.         | Össz.         | Idő      | Hely.    | Össz.    | Idő           | Helyezés      |
| ----------------- | --------------- | ------------- | ------------- | ------------- | -------- | -------- | -------- | ------------- | ------------- |
| Domingo Tibaduiza | 5000 m          | 13:49,49      | 8.            | 31.           |          |          |          | kiesett       | kiesett       |
| Domingo Tibaduiza | 10 000 m        | 29:28,17      | 10.           | 30.           |          |          |          | kiesett       | kiesett       |
| Víctor Mora       | 10 000 m        | 30:26,57      | 11.           | 34.           |          |          |          | kiesett       | kiesett       |
| Jesús Villegas    | 400 m gát       | nem ért célba | nem ért célba | nem ért célba | kiesett  | kiesett  | kiesett  | kiesett       | kiesett       |
| Jairo Cubillos    | Maraton         |               |               |               |          |          |          | 2:29:04       | 48.           |
| Rafael Mora       | Maraton         |               |               |               |          |          |          | nem ért célba | nem ért célba |
| Ernesto Alfaro    | 20 km gyaloglás |               |               |               |          |          |          | 1:33:13       | 19.           |
| Rafael Vega       | 20 km gyaloglás |               |               |               |          |          |          | 1:37:27       | 31.           |

## Kerékpározás

### Országúti kerékpározás
Férfi
| Versenyző                                                 | Versenyszám     | Idő              | Helyezés      |
| --------------------------------------------------------- | --------------- | ---------------- | ------------- |
| Luis Manrique                                             | Mezőnyverseny   | 4:49:01 (+2:09)  | 23.           |
| Álvaro Pachón                                             | Mezőnyverseny   | 4:49:01 (+2:09)  | 22.           |
| Abelardo Ríos                                             | Mezőnyverseny   | nem ért célba    | nem ért célba |
| Miguel Samacá                                             | Mezőnyverseny   | nem ért célba    | nem ért célba |
| Luis Manrique Álvaro Pachón Cristóbal Pérez Julio Rubiano | Csapat időfutam | 2:24:55 (+16:02) | 23.           |

### Pálya-kerékpározás
Sprintverseny
| Versenyző       | Versenyszám  | 1. forduló                    | 1. forduló | Vigaszág                        | Vigaszág | Nyolcaddöntő                                              | Nyolcaddöntő | Vigaszág selejtező                                | Vigaszág selejtező | Vigaszág döntő       | Vigaszág döntő | Negyeddöntő          | 5–8. helyért           | 5–8. helyért | Elődöntő             | Döntő                | Helyezés    |
| Versenyző       | Versenyszám  | Ellenfél Győztes idő          | Hely.      | Ellenfél Győztes idő            | Hely.    | Ellenfelek Győztes idő                                    | Hely.        | Ellenfelek Győztes idő                            | Hely.              | Ellenfél Győztes idő | Hely.          | Ellenfél Győztes idő | Ellenfelek Győztes idő | Hely.        | Ellenfél Győztes idő | Ellenfél Győztes idő | Helyezés    |
| --------------- | ------------ | ----------------------------- | ---------- | ------------------------------- | -------- | --------------------------------------------------------- | ------------ | ------------------------------------------------- | ------------------ | -------------------- | -------------- | -------------------- | ---------------------- | ------------ | -------------------- | -------------------- | ----------- |
| Julio Echeverry | Férfi egyéni | Serhiy Kravtsov (URS) · 11,16 | 2.         | Leslie Rawlins (TRI) · kizárták | 1.       | Hans-Jürgen Geschke (GDR) · Xavier Mirander (JAM) · 11,52 | 3.           | Michel Vaarten (BEL) · Dimo Angelov (BUL) · 12,61 | 2.                 | kiesett              | kiesett        | kiesett              | kiesett                | kiesett      | kiesett              | kiesett              | helyezetlen |

Üldözőversenyek
| Versenyző                                                   | Versenyszám  | Selejtező  | Selejtező  | Nyolcaddöntő | Nyolcaddöntő | Nyolcaddöntő | Negyeddöntő  | Negyeddöntő | Negyeddöntő | Elődöntő     | Elődöntő  | Elődöntő | Döntő        | Döntő     | Helyezés    |
| Versenyző                                                   | Versenyszám  | Idő        | Hely.      | Ellenfél Idő | Saját idő    | Hely.        | Ellenfél Idő | Saját idő   | Hely.       | Ellenfél Idő | Saját idő | Hely.    | Ellenfél Idő | Saját idő | Helyezés    |
| ----------------------------------------------------------- | ------------ | ---------- | ---------- | ------------ | ------------ | ------------ | ------------ | ----------- | ----------- | ------------ | --------- | -------- | ------------ | --------- | ----------- |
| José Jaime Galeano                                          | Férfi egyéni | lekörözték | lekörözték | kiesett      | kiesett      | kiesett      | kiesett      | kiesett     | kiesett     | kiesett      | kiesett   | kiesett  | kiesett      | kiesett   | helyezetlen |
| José Jaime Galeano Jorge Hernández Carlos Mesa Jhon Quiceno | Férfi csapat | 4:42,65    | 15.        |              |              |              | kiesett      | kiesett     | kiesett     | kiesett      | kiesett   | kiesett  | kiesett      | kiesett   | 15.         |

## Ökölvívás
| Versenyző         | Versenyszám  | Selejtező                     | 32-es főtábla                        | Nyolcaddöntő             | Negyeddöntő       | Elődöntő          | Döntő             | Helyezés |
| Versenyző         | Versenyszám  | Ellenfél Eredmény             | Ellenfél Eredmény                    | Ellenfél Eredmény        | Ellenfél Eredmény | Ellenfél Eredmény | Ellenfél Eredmény | Helyezés |
| ----------------- | ------------ | ----------------------------- | ------------------------------------ | ------------------------ | ----------------- | ----------------- | ----------------- | -------- |
| Virgilio Palomo   | Légsúly      | erőnyerő                      | Koga Tosinori (JPN) · 0-5            | kiesett                  | kiesett           | kiesett           | kiesett           | 16.      |
| Sandalio Calderon | Pehelysúly   | Angel Pacheco (VEN) · 0-5     | kiesett                              | kiesett                  | kiesett           | kiesett           | kiesett           | 26.      |
| Leonidas Asprilla | Könnyűsúly   | erőnyerő                      | Balcha Degefu (ETH) · nem vett részt | Howard Davis (USA) · RSC | kiesett           | kiesett           | kiesett           | 9.       |
| Luis Godoy        | Kisváltósúly | Christian Sittler (AUT) · 1-4 | kiesett                              | kiesett                  | kiesett           | kiesett           | kiesett           | 25.      |
| Carlos Mejia      | Váltósúly    | erőnyerő                      | Carlos Santos (PUR) · 0-5            | kiesett                  | kiesett           | kiesett           | kiesett           | 17.      |

## Sportlövészet
Nyílt
| Versenyző             | Versenyszám          | Pont | Helyezés |
| --------------------- | -------------------- | ---- | -------- |
| Alfredo González      | Gyorstüzelő pisztoly | 581  | 33.      |
| Hanspeter Bellingrodt | Futócéllövészet      | 560  | 13.      |
| Helmut Bellingrodt    | Futócéllövészet      | 567  | 6.       |

## Súlyemelés
| Versenyző        | Versenyszám | Szakítás | Szakítás | Lökés    | Lökés    | Összesen | Helyezés |
| Versenyző        | Versenyszám | Eredmény | Helyezés | Eredmény | Helyezés | Összesen | Helyezés |
| ---------------- | ----------- | -------- | -------- | -------- | -------- | -------- | -------- |
| Gustavo Quintana | 52 kg       | 80,0     | 19.      | 105,0    | 16.      | 185,0    | 16.      |
| Ezequiel Sánchez | 56 kg       | 87,5     | 20.      | 122,5    | 16.      | 210,0    | 17.      |

## Úszás
Férfi
| Versenyző       | Versenyszám    | Előfutam | Előfutam | Előfutam | Elődöntő | Elődöntő | Elődöntő | Döntő   | Döntő    |
| Versenyző       | Versenyszám    | Idő      | Hely.    | Össz.    | Idő      | Hely.    | Össz.    | Idő     | Helyezés |
| --------------- | -------------- | -------- | -------- | -------- | -------- | -------- | -------- | ------- | -------- |
| Helmut Levy     | 100 m gyors    | 54,60    | 6.       | 33.      | kiesett  | kiesett  | kiesett  | kiesett | kiesett  |
| Tomas Becerra   | 200 m gyors    | 2:00,72  | 6.       | 45.      |          |          |          | kiesett | kiesett  |
| Tomas Becerra   | 400 m gyors    | 4:14,73  | 7.       | 40.      |          |          |          | kiesett | kiesett  |
| Jorge Jaramillo | 100 m pillangó | 57,33    | 4.       | 19.      | kiesett  | kiesett  | kiesett  | kiesett | kiesett  |
| Jorge Jaramillo | 200 m pillangó | 2:04,30  | 2.       | 13.      |          |          |          | kiesett | kiesett  |

Női
| Versenyző      | Versenyszám    | Előfutam | Előfutam | Előfutam | Elődöntő | Elődöntő | Elődöntő | Döntő   | Döntő    |
| Versenyző      | Versenyszám    | Idő      | Hely.    | Össz.    | Idő      | Hely.    | Össz.    | Idő     | Helyezés |
| -------------- | -------------- | -------- | -------- | -------- | -------- | -------- | -------- | ------- | -------- |
| Fernanda Pérez | 400 m gyors    | 4:45,73  | 6.       | 29.      |          |          |          | kiesett | kiesett  |
| Fernanda Pérez | 800 m gyors    | 9:36,10  | 6.       | 18.      |          |          |          | kiesett | kiesett  |
| Liliana Cian   | 100 m hát      | 1:11,62  | 6.       | 31.      | kiesett  | kiesett  | kiesett  | kiesett | kiesett  |
| Liliana Cian   | 200 m hát      | 2:37,06  | 8.       | 30.      |          |          |          | kiesett | kiesett  |
| Liliana Cian   | 100 m pillangó | 1:09,91  | 7.       | 38.      | kiesett  | kiesett  | kiesett  | kiesett | kiesett  |

## Vitorlázás
Nyílt
| Versenyző                            | Versenyszám    | Futam | Futam | Futam | Futam | Futam | Futam | Futam  | Pontszám | Helyezés |
| Versenyző                            | Versenyszám    | 1     | 2     | 3     | 4     | 5     | 6     | 7      | Pontszám | Helyezés |
| ------------------------------------ | -------------- | ----- | ----- | ----- | ----- | ----- | ----- | ------ | -------- | -------- |
| Andras de Lisocky Beatriz de Lisocky | 470-es osztály | 28,0  | 22,0  | 15,0  | 25,0  | 27,0  | 30,0  | (34,0) | 147,0    | 22.      |